# Teatre Quevedo
El Teatre Quevedo va ser un teatre de Barcelona, situat a la Plaça de Catalunya, fent cantonada amb el carrer de Fontanella. Construït en fusta, va ser inaugurat el 28 de maig de 1876. El 1880 ja no funcionava.